# RU-38
Rosenlewin Urheilijat -38 (Rosenlew Idrottare) var en finländsk sportklubb från Björneborg. Den grundades 1938 av W. Rosenlew & Co. Aktiebolag. 1967 slogs RU-38 samman med Karhut och bildade en ny klubb, Ässät.
RU-38 vann FM-guld i ishockey 1967. Klubbens fotbollslag spelade i cupfinalen 1960. RU-38:s bandylag spelade också några säsonger i FM-serien under 1940- och 50-talen. 
Den mest kända friidrottaren i RU-38 var stavhopparen Eeles Landström, som vann OS-brons i Rom 1960. 1 500 meters-världsrekordlöparen Olavi Salonen representerade också RU-38.

## Meriter
Fotboll
- FM-silver 1959
- Finalist i Finska cupen 1960

Ishockey
- FM-guld 1967
- Finsk cupmästare 1965